# Porothamnium protensum
Porothamnium protensum là một loài Rêu trong họ Neckeraceae. Loài này được (Renauld & Cardot) Broth. miêu tả khoa học đầu tiên năm 1909.